# Мангишлак-хан
Мангишлак-хан — сын фактического последнего хана Золотой Орды Кичи-Мухаммеда и потомок Тукай-Тимура сына Джучи. По «Бахр ал-асрар» Мангишлак-хан правил своим родным уделом, пожалованным ему первым астраханским ханом и родным братом Махмуд-ханом, куда входили Орда-Базар, Хаджи-Тархан и все побережья Итиля (Волги).
Махмуд ибн Вали указывал на то, что в удел Мангишлак-хана входила Астрахань, но исследователям нигде не удалось найти подтверждения этим сведениям. Имя Мангишлака не фигурирует среди политических лидеров Орды того времени. Исследователи считают, что это является косвенным признаком того, что он никогда не был и никогда не правил в Нижнем Поволжье.
По воле судьбы Мангишлак-хан оказался в Мавераннахре, как считают учёные, до завоевания Астраханского ханства Иваном Грозным. Здесь он получил поддержку от Тимуридов. По историческим данным, он воспитывал некоторых представителей правящей династии Бухарского ханства, Шибанидов Мавераннахра (Шейбанидов) и позднее связал родственные узы с этим домом. После падения династии Шейбанидов бухарский трон возглавили его потомки, представители узбекской династии Аштарханидов, известные также как Тукай-Тимуриды и Джаниды.

## Биография
Согласно «Бахр ал-асрар», когда умер Кичи-Мухаммед, Мангишлак-хану было 5 лет. Мангышлак-хану был пожалован его родной удел, из-за того, что его мать была из улуса мангытов (ногаев) и являлась дочерью предводителя кунгратов, а те племена были весьма многочисленными и пользовались превосходством над другими родами и племенами. Его власть была признана и другими племенами, возможно под давлением мангытов и кунгратов. Среди подчинявшихся ему племён Махмуд ибн Вали приводит найманов, кушчи, сариков, карлуков, тарханов, ушуней, ойратов и мингов.
Мангишлак-хан был довольно молод и неопытен в государственных делах и после немногого правления был смещён с трона. Он был вынужден покинуть родной удел, как пишет Махмуд ибн Вали, «из-за смутьянов и бунтовщиков», а также потому, что «довольствование одним юртом мангытов явилось бы ошибкой». В соответствии Бахр ал-асрар, Мангишлак-хан отправился в Чинги-Тура, где был принят Кучум-ханом, и уже оттуда он отправился в Мавераннахр ко двору Тимурида Хусайна Байкары. В Мавераннахре ему был оказан радушный приём. Мангишлак-хану выделили 12 тысяч воинов, для возвращение ему к себе наследственные владения. Поход в Нижнее Поволжье и на Мангишлак ни к чему не привел. Хану пришлось вернуться в Мавераннахр. В Мавераннахре он и умер. Год его смерти не сообщается. Наряду с именем Мангишлак-хана во время его пребывания в Туркестан упоминается и его старший сын Йар Мухаммад. Поскольку более не повествуется о возвращении Йар Мухаммада в Поволжье или на полуостров Мангишлак, исследователями считается, что переселение Аштарханидов в Среднюю Азию произошло задолго до падения самого Астрахани и династийное имя они получили как бы по инерции, в память об их поволжском прошлом..
Мангишлак-хан занимался воспитанием потомков Шейбанида Джанибек-султана. Он женил старшего сына Джанибек султана на своей дочери Турсун-бики-ханум. От этого брака родились Джанкара-султан и Калх-кара-султан. Также у Махмуд ибн Вали упоминается, что Турсун-бики-ханум умерла раньше Шейбанида Искандер-хана. В свою очередь, Искандер-хан выдал замуж за Йар-Мухаммад-хана одну из своих дочерей по имени Масума-султан-ханум. Иными словами, если верить Махмуд ибн Вали, родственные узы между двумя кланами Джучидов были установлены значительно ранее правления Шейбанида Абдулла-хана II (1583—1598), который только укрепил связи двух кланов Джучидов, выдав замуж свою сестру Зухра-ханум за внука Мангишлак-хана Джани Мухаммада, то есть те связи, которые наметились ещё до него.